# Confessioni proibite di una monaca adolescente
Confessioni proibite di una monaca adolescente (Die Liebesbriefe einer portugiesischen Nonne) è un film del 1977 diretto da Jesús Franco. 
È il terzo film del regista spagnolo del genere Nunsploitation, dopo Les démons e Les chatouilleuses.

## Trama
In un Portogallo rinascimentale, la giovane contadina Maria Rosalia Coutinho viene convinta da padre Vicente ad entrare in un convento per la salvezza della sua anima: in realtà, il prete corrotto mira ad introdurre la giovinetta in una sorta di harem demoniaco dove le suore e lo stesso padre praticano ogni genere di blasfemie e perversioni, tra le quali l'unione carnale con il demonio. 
Costretta a queste pratiche, la giovane tenta la fuga, invano. Nel tentativo di liberarsi di una testimone scomoda, è catturata e condotta dalla badessa e dal confessore del convento dinnanzi all'Inquisizione. 
Qui, la candida novizia non può che dichiararsi colpevole non senza però accusare i veri colpevoli della sua perdizione. Le sue accuse non sono ritenute credibili ed è comunque condannata al rogo. Nell'attesa dell'esecuzione scrive una lettera a Dio e la affida al vento. Fortuna vuole che un principe la raccolga e riesca a salvare Maria, già issata sulla pira, assicurando all'Inquisizione padre Vicente e la Badessa.

## Edizioni in DVD
Tra le varie edizioni spicca quella pubblicata nel 2002 dalla VIP Entertainment, la casa editrice del produttore Erwin C. Dietrich, a partire dal negativo originale.